# Live over Europe 2007

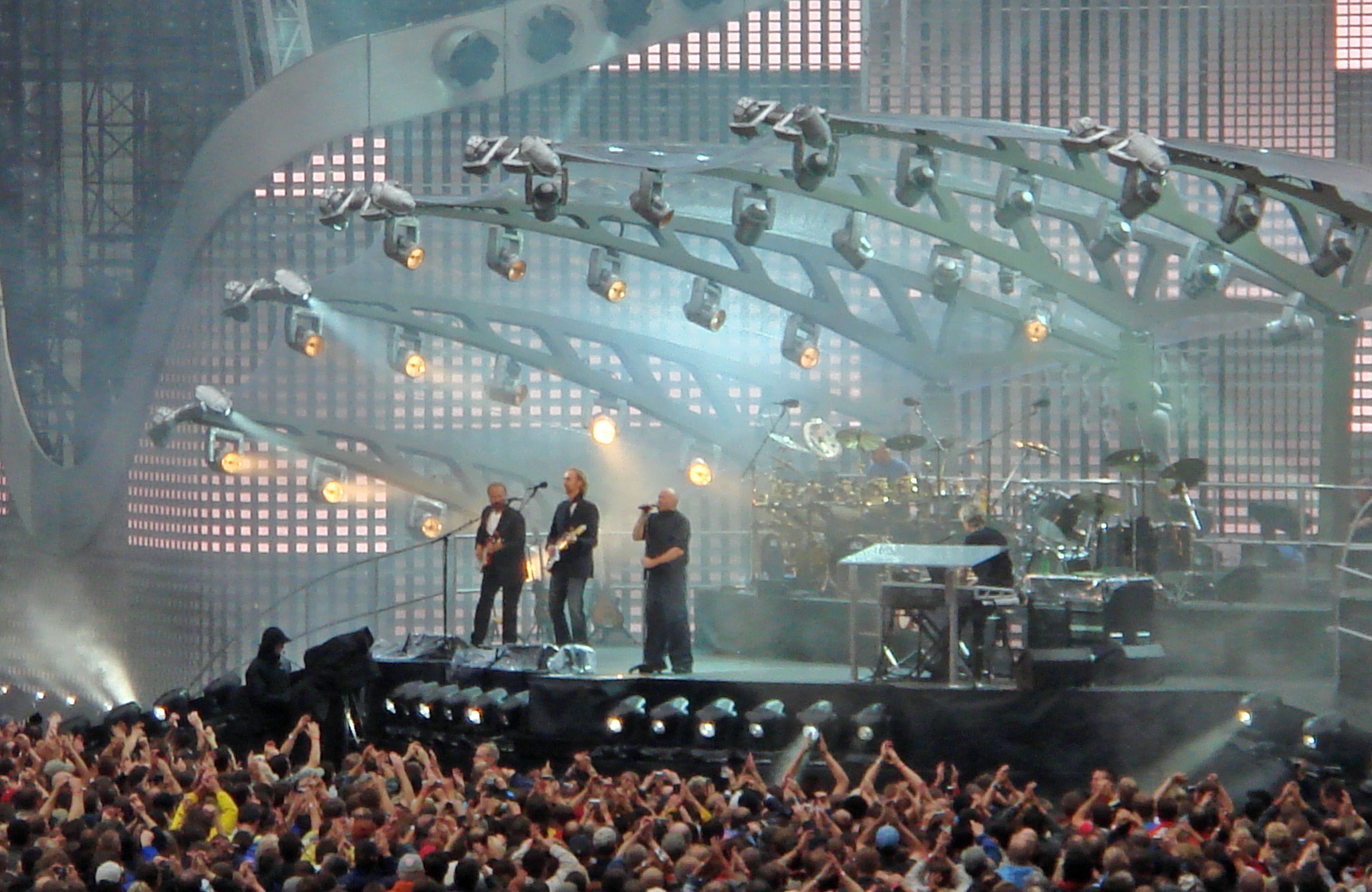
Genesis 2007 in Berlin

Live over Europe 2007 (englisch für „Live über Europa 2007“) ist das sechste Livealbum der britischen Rockband Genesis.

## Hintergrund
Das Album wurde im November 2007 veröffentlicht. Es wurde vom 11. Juni bis zum 14. Juli 2007 während der Europa-Tournee Turn It On Again aufgenommen. Die Aufnahmen fanden in folgenden Städten und Stadien statt:
- Helsinki, Olympiastadion
- Prag, Sazka Arena
- Hannover, AWD-Arena
- Düsseldorf, LTU arena
- Paris, Parc des Princes
- Amsterdam, Amsterdam Arena
- Frankfurt am Main, Commerzbank-Arena

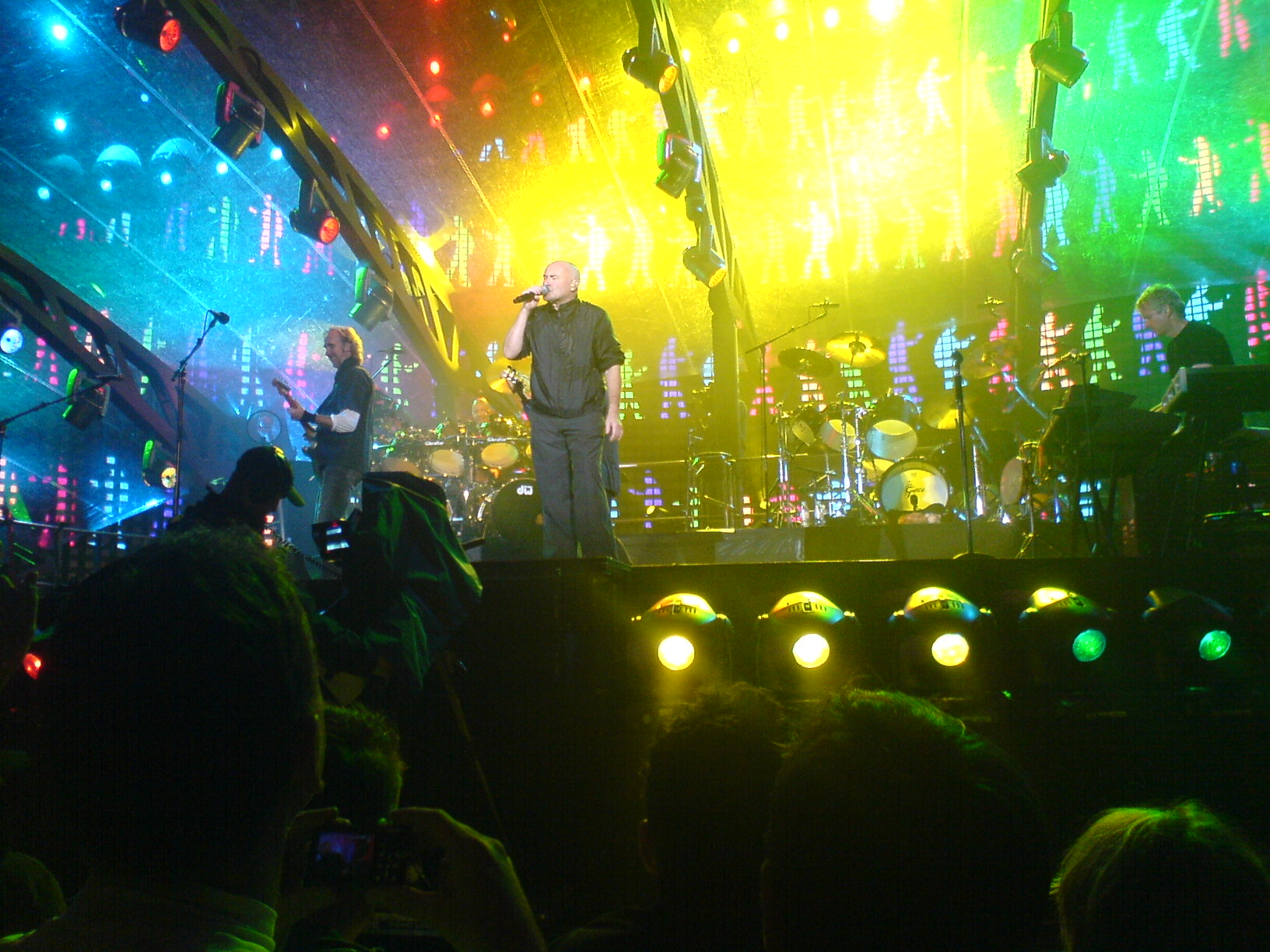
Genesis bei ihrem Auftritt in Frankfurt am Main (5. Juli 2007)

- Manchester, Old Trafford Stadium
- London, Twickenham Stadium
- München, Olympiastadion
- Rom, Circo Massimo

## Titelliste

### Disc 1
1. Dukes Intro (Manchester)
2. Turn It On Again (Amsterdam)
3. No Son of Mine (Amsterdam)
4. Land of Confusion (Helsinki)
5. In the Cage + The Cinema Show + Dukes Travels (Manchester)
6. Afterglow (Manchester)
7. Hold on My Heart (Hannover)
8. Home by the Sea / Second Home by the Sea (Düsseldorf und Rom)
9. Follow You, Follow Me (Paris)
10. Firth of Fifth (Manchester)
11. I Know What I Like (In Your Wardrobe) (Manchester)

### Disc 2
1. Mama (Frankfurt)
2. Ripples (Prag)
3. Throwing It All Away (Paris)
4. Domino (Rome)
5. Conversations with 2 Stools (München)
6. Los Endos Twickenham (London)
7. Tonight, Tonight, Tonight (Rom)
8. Invisible Touch (Rom)
9. I Can’t Dance (München)
10. Carpet Crawlers (Manchester)

Alle Titel wurden live von Tony Banks, Phil Collins, Mike Rutherford, Daryl Stuermer und Chester Thompson gespielt.

## Live-Musiker
Wie bei jeder Genesis-Tournee (seit … And Then There Were Three …, außer … Calling All Stations …) seit fast 30 Jahren waren auch bei dieser Tournee Chester Thompson und Daryl Stuermer wieder dabei. Thompson war für die meisten Schlagzeugparts und bei Follow You, Follow Me für die Perkussion verantwortlich, Stuermer für die meisten Gitarrensoli und auch für die Bassgitarre.

## Videoversion

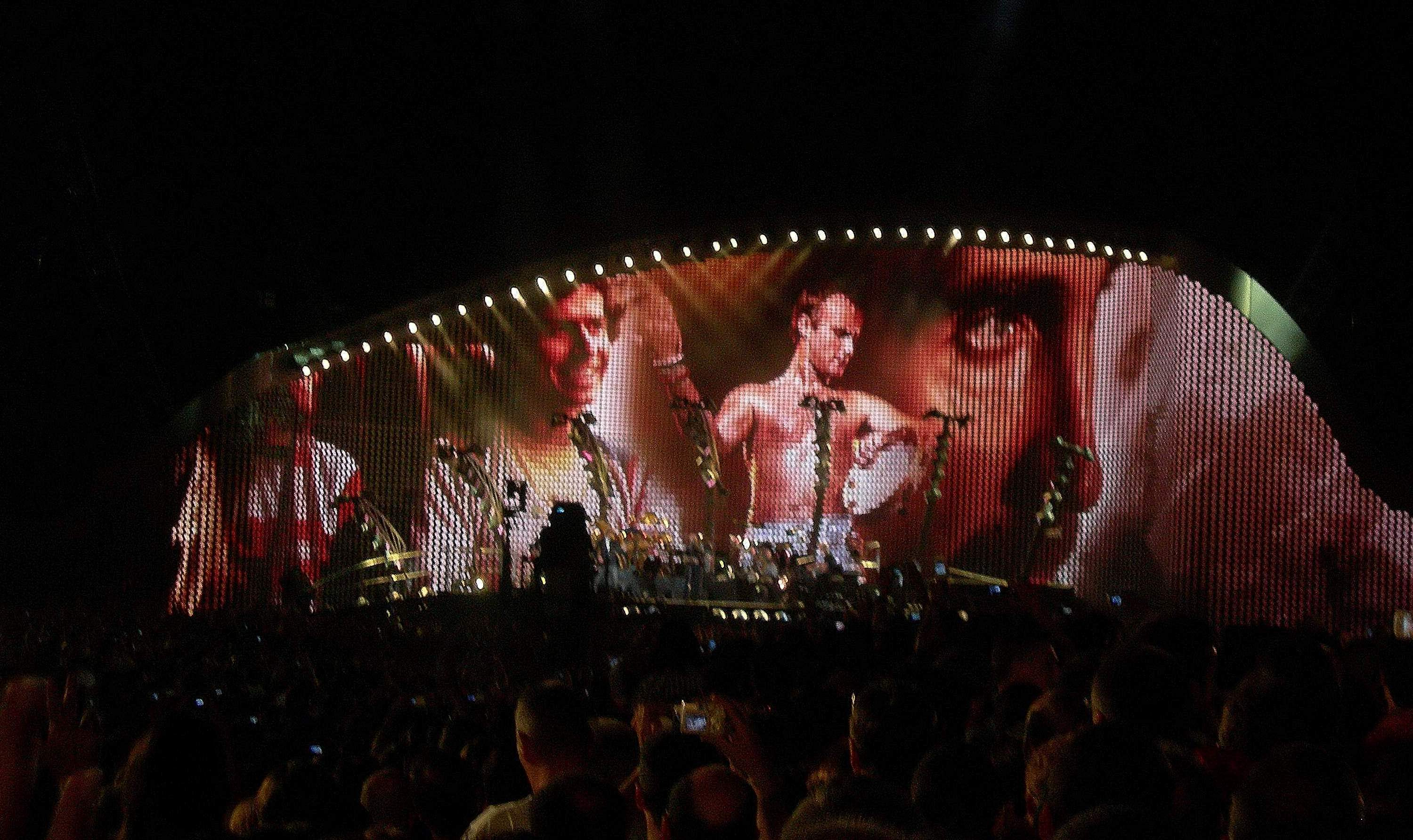
Ausschnitt aus dem am 14. Juli 2007 aufgezeichneten Konzert in Rom, Italien

Am 23. Mai 2008 erschien ein halbes Jahr nach der CD-Veröffentlichung die bereits in der CD angekündigte DVD-Version der Turn-it-on-Again-Tournee. Unter dem Namen When in Rome 2007 wurde eine 3-DVD-Box veröffentlicht, welches das gesamte Abschiedskonzert in der italienischen Hauptstadt Rom sowie eine fast zwei Stunden lange Dokumentation über die Tournee mit dem Titel Come Rain or Shine beinhaltet.

### DVD 1
Konzert:
1. Duke's Intro: Behind the Lines, Duke's End
2. Turn It On Again
3. No Son of Mine
4. Land of Confusion
5. In The Cage Medley (In The Cage, The Cinema Show, Duke's Travels)
6. Afterglow
7. Hold on My Heart
8. Home by the Sea/Second Home by the Sea
9. Follow You, Follow Me
10. Firth of Fifth (Excerpt)
11. I Know What I Like (In Your Wardrobe)/Stagnation/I Know What I Like (Reprise)

Konzert-Extras:
1. How Does Duke's End End?
2. We're Gonna Take It Up a Little Bit
3. Plugged In. Turned On. On the Edge
4. Minimal Confusion
5. Tony Changed His Mind
6. We Need More Lights
7. Counting the Bars to 'Heart'
8. Working on Home
9. Mike Wants Phil's 'Feel' on Drums
10. From 'G' oo 'G' on 'Firth'
11. Time to Dance

Andere Extras:
1. Tour Programme (Galerie mit 19 Bildern)

### DVD 2
Konzert:
1. Mama
2. Ripples
3. Throwing It All Away
4. Domino
5. Conversations with 2 Stools
6. Los Endos
7. Tonight, Tonight, Tonight/Invisible Touch
8. I Can't Dance
9. The Carpet Crawlers

Konzert-Extras:
1. Bring the Pitch Down Like Elton
2. 'Acoustic' Ripples
3. 'Throwing It All' Down
4. Tony Talks about His Inspiration
5. The Drum Duet
6. Not a Period Piece
7. Invisible Key
8. Phil, Tony & Mike, and Phil & Mike?
9. Singing Along

Andere Extras:
1. Photo Gallery (21 Bilder)
2. Deleted Scenes (Did You Do Your Homework?)

### DVD 3
1. Come Rain or Shine